# 루이 에르상
루이 에르상(프랑스어: Louis Hersent, 1777년 3월 10일~1860년 10월 2일)은 프랑스의 화가이다.

## 생애
루이 에르상은 1777년 파리에서 태어났다. 그는 자크루이 다비드의 제자가 되었고 1797년에 로마 대상을 받았다. 1802년 살롱에서 그는 《나르시스의 변신》을 선보였고, 1831년 살롱까지 가끔 중단되기도 했지만 계속해서 작품을 전시했다. 그는 1821년에 화가 루이즈 마리잔 에르상 모듀와 결혼했다.
프랑스 제1제국 당시 그의 가장 중요한 작품은 《브리세이스와 헤어진 아킬레우스》와 《촉토족의 품에서 죽어가는 아탈라였다. 1810년에 그려진 《페넬롱의 삶에 대한 사건》은 말메종에 소장되어 있으며, 같은 시기에 그려진 《란츠후트 다리의 통로》는 현재 베르사유궁에 소장되어 있다.

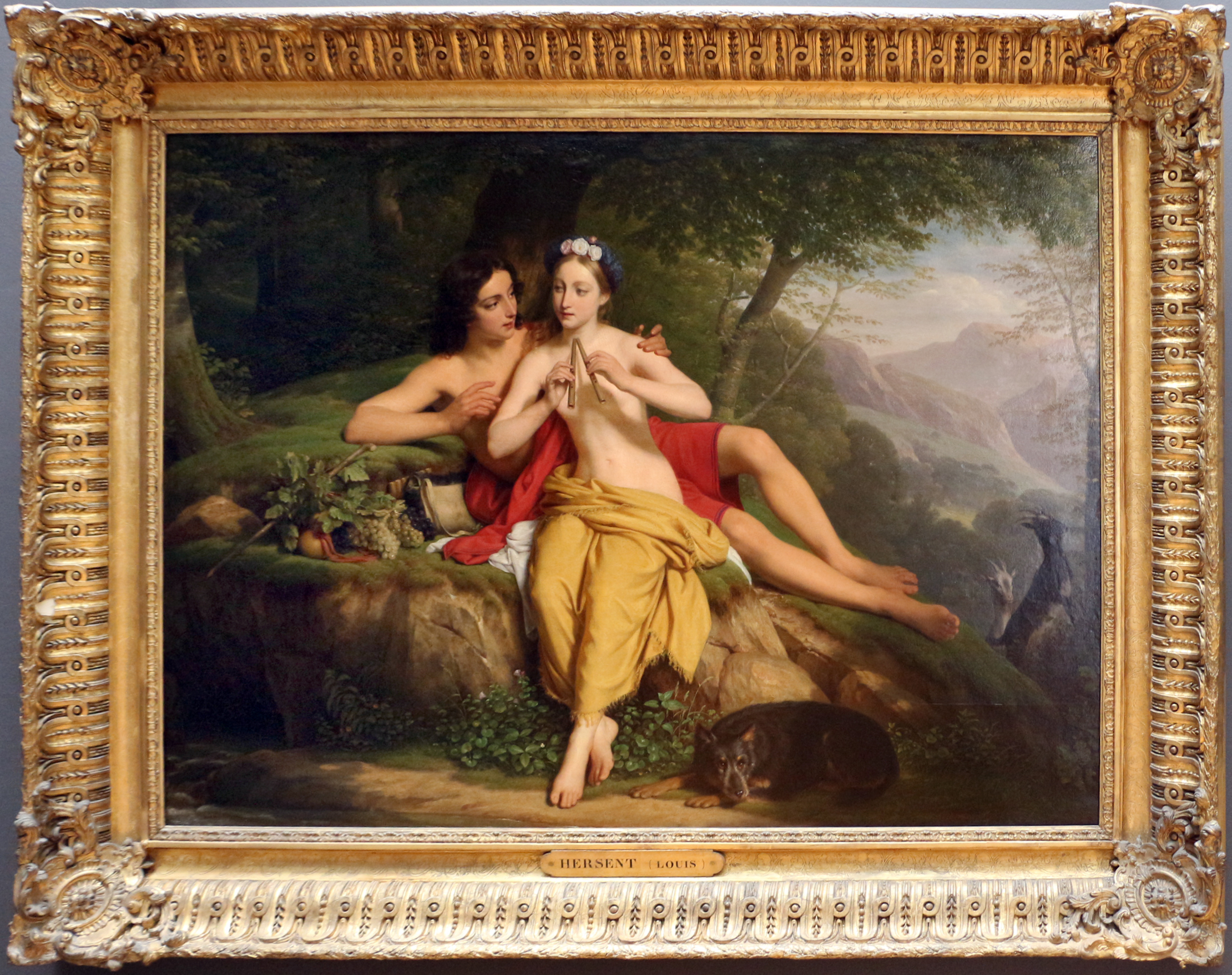
《다프니스와 클로에》, 루이 에르상, 1842년, 루브르 박물관 소장

그러나 에르상의 대표적인 작품은 부르봉 왕정복고 시기에 속한다. 《고통받는 자들을 구하는 루이 16세》(베르사유 궁전 소장)와 《다프니스와 클로에》는 두 작품 모두 1817년 살롱에 출품되었다. 1819년 《구스타브 바사의 퇴위》로 에르상은 명예 훈장을 받았지만, 오를레앙 공작이 구입한 이 그림은 1848년 팔레 루아얄에서 파괴되었고, 현재 루이 피에르 앙리켈 뒤퐁이 조각한 조각상 만이 이 그림을 기록한 유일한 작품이다. 1822년에 제작된 《Ruth》는 루이 18세의 소유가 되었다. 루이 18세는 에르상이 왕정복고에 동참한 순간부터 그를 후원하고 그에게 레지옹 도뇌르 훈장을 수여했으며 당시 프랑스 학술원(예술 아카데미)의 의장이었던 제라르 반 스팬동크 뒤를 이어 에르상을 차기 의장으로 추천하였다.
그는 1824년에 전시된 《성 고타르드 산의 수도사들》로 처형된 샤를 10세의 지도 아래 계속해서 호의를 베풀었다. 1831년 에르상은 루이 필리프 1세, 마리아멜리, 앙투안 몽팡시에 공작의 초상화로 살롱에 마지막으로 모습을 드러냈다.

## 작품

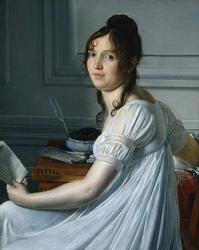
소피 크루제(Sophie Crouzet)의 초상화, 1801년경, 클리블랜드 미술관
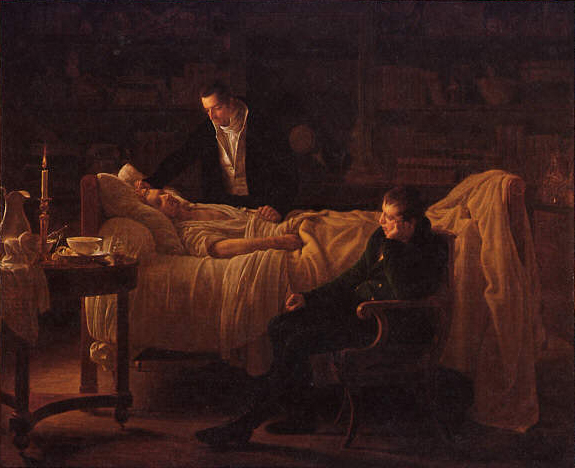
《그자비에 비샤의 죽음》, 1817년 살롱에 전시
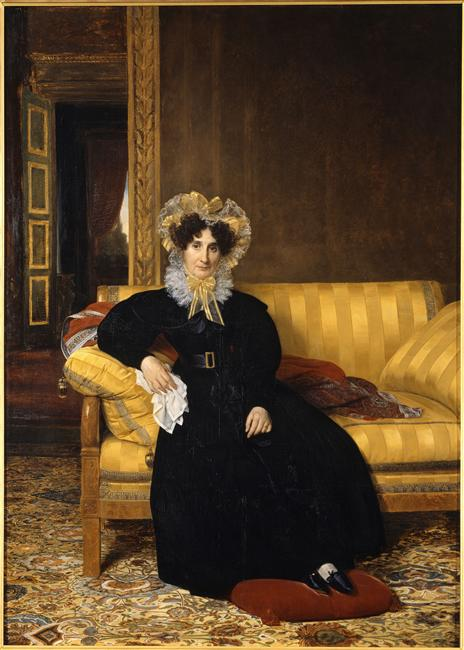
마담 장샤를 클레르몽(Madame Jean-Charles Clarmont), née Rosalie Favrin (1772-1858)의 초상화, 1828년, 베르사유궁
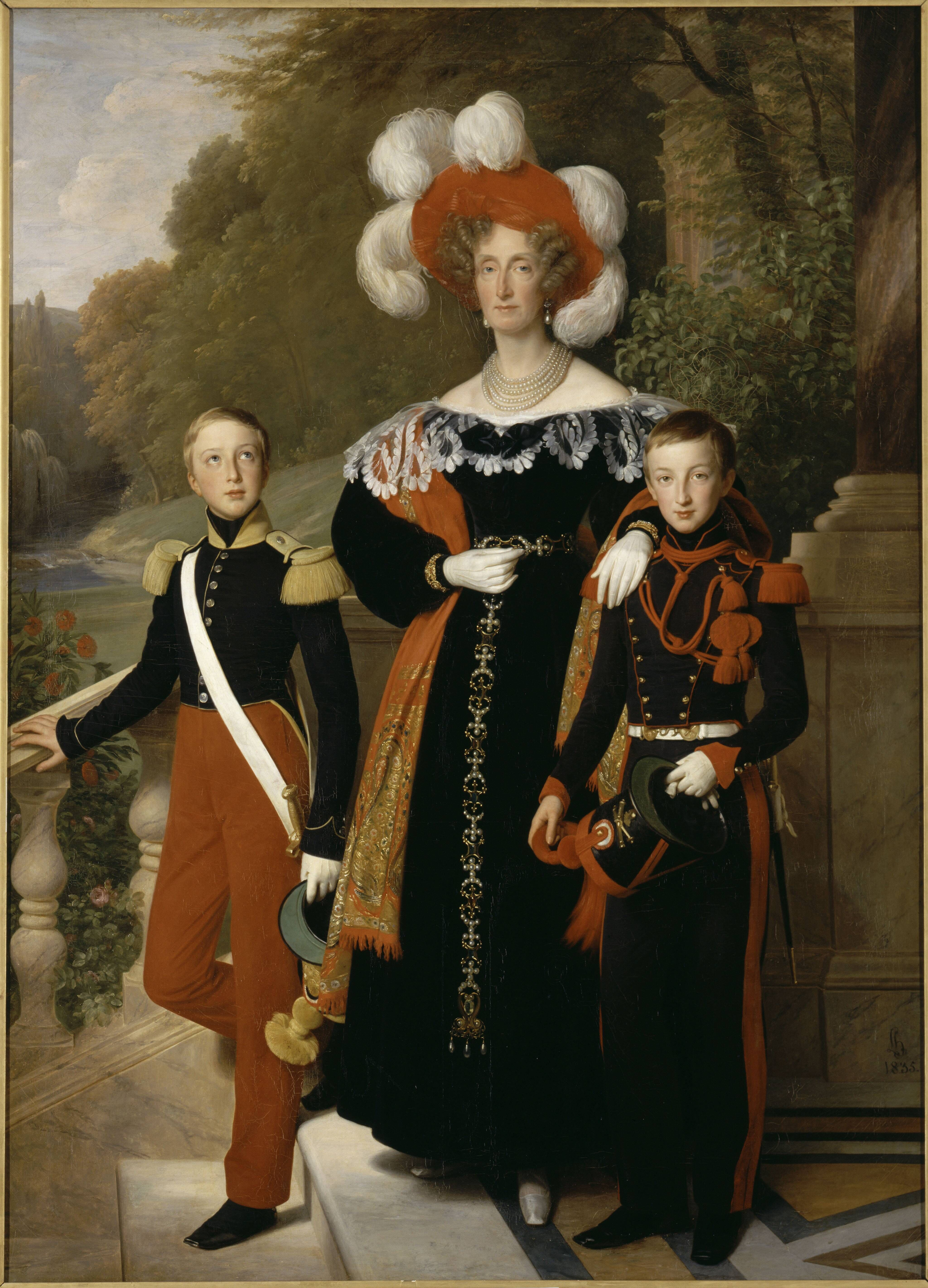
《마리아 아멜리아 왕비와 그녀의 아이들》, 1835년, 베르사유궁
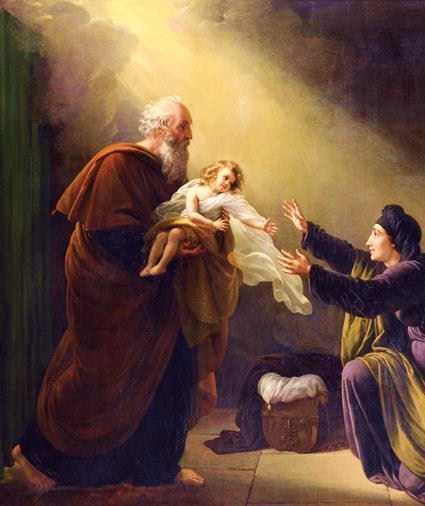
《사렙타 미망인의 아들을 부활시킨 예언자 엘리야》, 1819년
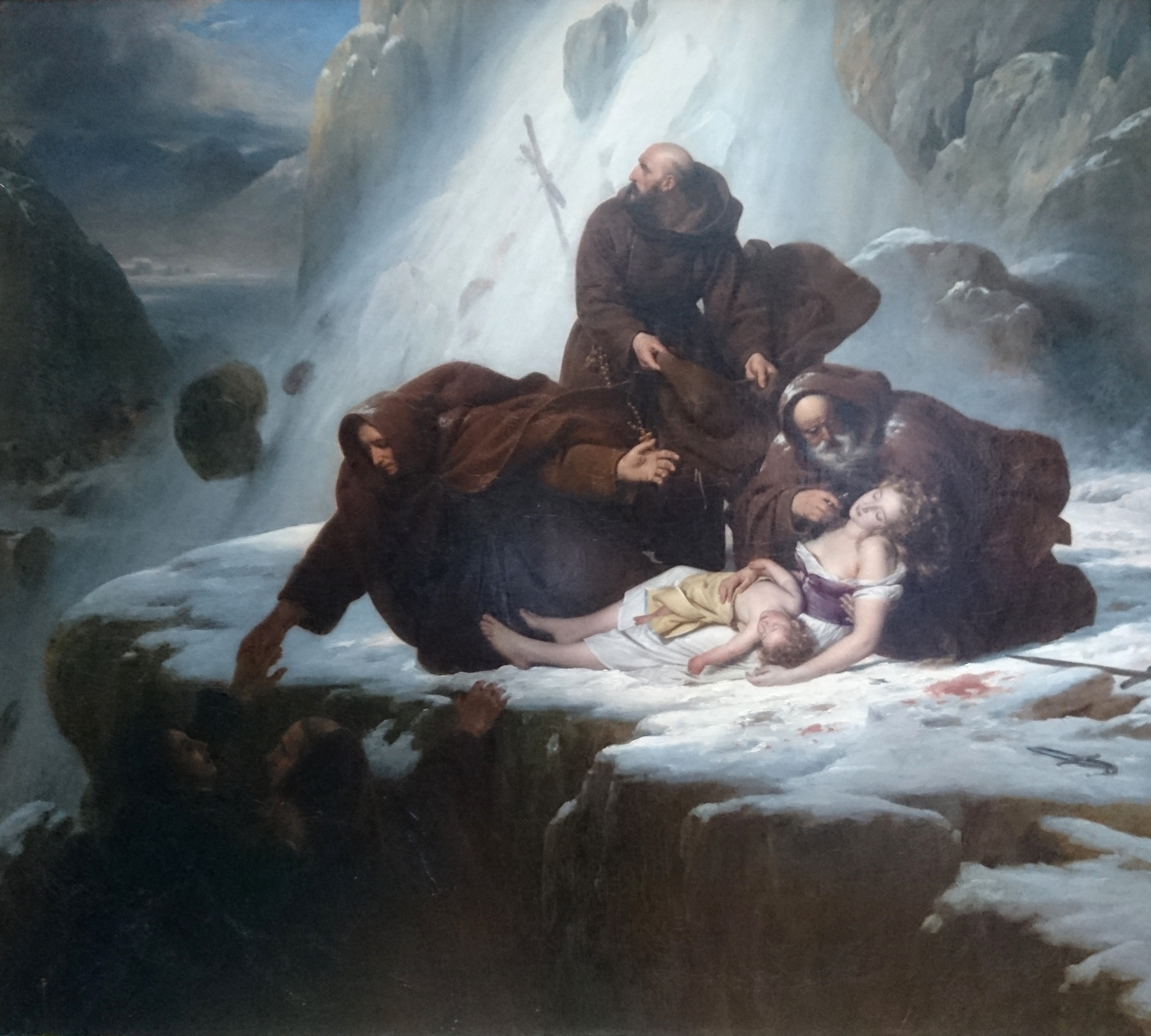
《성 고타르드 산의 수도사들》, 1820년대, 루브르 박물관
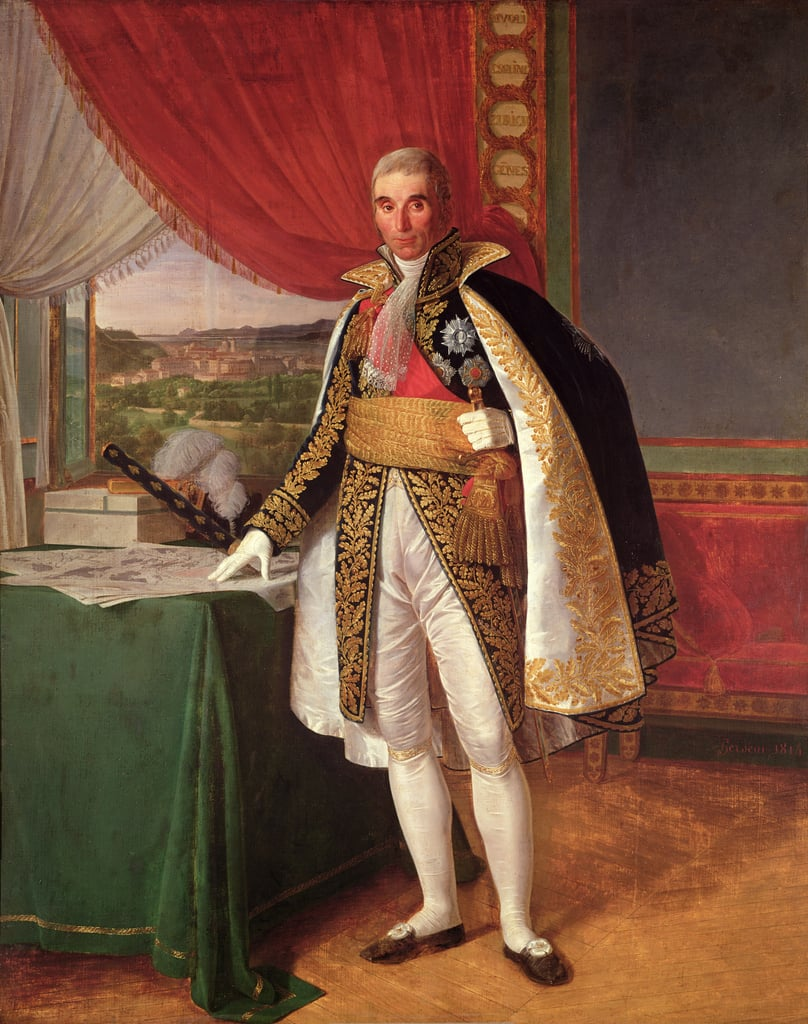
앙드레 마세나의 초상화
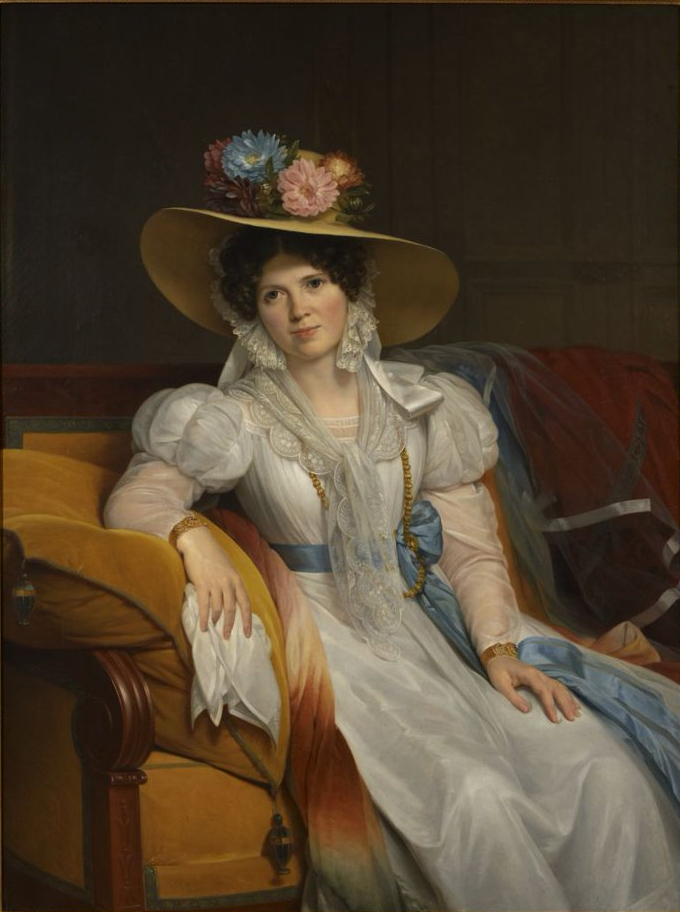
카지미르 페리에의 부인 마담 페리에의 초상화, 1831년경